# مرفأ طرطوس
مرفأ طرطوس أو ميناء طرطوس هو مرفأ ساحلي يقع في مدينة طرطوس شمال غرب سوريا. يُعَدّ مرفأ طرطوس القاعدة الرئيسية للبحرية العربية السورية، وترسو فيه كلا فرقاطتي البحرية وسفنها البرمائية الثلاث وكل كاسحات ألغامها، كما ترسو به أيضاً بعض زوارق الصواريخ وسفن النقل التابعة للبحرية. يَضمُّ الميناء 22 رصيفاً وتبلغ مساحته ثلاثة ملايين متر مربع. يتجاوز حجم البضائع الواردة إلى المرفأ 12 مليون طن سنوياً، ويُقدَّر أنها ستبلغ نحو 25 مليون طن سنوياً بحلول عام 2020. لميناء طرطوس أهميَّة كبيرة بسبب موقعه على ساحل البحر الأبيض المتوسط الشرقي، فهو يستقبل السفن من مختلف أنحاء الوطن العربي وقارة أوروبا والبحر الأسود، وله أهمية كبيرةٌ بالنسبة للعراق خصوصاً لنقل البضائع إليها من المتوسط، بسبب بعد منافذها البحرية عنه وقربها الجغرافيّ من سوريا.

## التاريخ

### العصور القديمة
قامت مدينة طرطوس على ساحل بلاد الشام منذ القدم، وقد اشتهر سكانها على زمن الحضارة الفينيقية بمهارتهم في الملاحة، حيث كان لهم دورٌ هامٌّ وبارزٌ في الأسطول الفينيقي واشترك ملاّحوها بعددٍ من المعارك البحرية القديمة، وقد كان شعار مدينتهم وصورة عملتهم الأولى سفينة فينيقية. وخلال عهد السيطرة الرومانية على بلاد الشام كانت مدينة طرطوس قاعدةً بحرية هامة لجيوش الإمبراطورية الرومانية، ولذلك فقد بني فيها مرفأ بحري لتموين الجيوش بالبضائع القادمة من مختلف أنحاء البحر الأبيض المتوسط، ولا زالت آثار المرفأ الروماني القديم قائمةً بالمدينة حتى الآن.

### التأسيس
صمَّمت مرفأ طرطوس خلال مطلع الستينيات شركة كامب ساك الدنماركية المتخصِّصة بمجال تصميم المرافئ البحرية، وتولَّت مرحلة البناء فيما بعد مجموعة من الشركات العربية والأجنبية بدءاً من الأول من أيار سنة 1960. انتهت المرحلة الأساسية من البناء في سنة 1966، حيث بدأ الاستعمال الأولي للمرفأ منذ الخامس من تموز من ذات السنة، وكان آنذاك عبارةً عن رصيفٍ بطول 500 متر تتخلَّله بعض آليات الشحن والمستودعات والأراضي البور. وأخيراً أحدثت الشركة العامة لمرفأ طرطوس بموجب المرسوم التشريعي رقم 314 لعام 1969، وحدَّد المرسوم نشاط استثمار المرفأ بما ينشأ فيه من أحواض مائية وأرصفة ومخازن ومستودعات وقاعات بيع ومنافع وما يؤمن من خدمات للسفن والركاب والبضائع.

### الأزمة السورية
تسبَّبت أحداث الأزمة السورية في سنتي 2011 و2012 بأزمةٍ كبيرةٍ في اقتصاد البلاد، شملت الموانئ أيضاً، إذ قلّت الصَّادرات مع تقليل الدول الأجنبية من طلباتها على البضائع، فيما لم تعد عند التجار السوريّين ضمانات على بيع البضائع المستوردة فخفّفوا بدورهم من الاستيراد، وأما السيَّاح فقد توقّفوا عن القدوم تماماً بسبب الاضطرابات الأمنية في البلاد، وتسبَّب هذا كلّه بانحدارٍ كبيرٍ في الحركة التجارية بمرفأ طرطوس. وقد قدَّرت بعض المصادر من قطاع الشَّحن بأنّ الحركة التجارية في المرفأ حتى شهر آب من سنة 2011، كانت قد تراجعت بنسبةٍ تتراوح من 35 إلى 40% عمَّا كانت عليه قبل ذلك، إذ انخفض عدد السّفن المتوافدة يومياً إلى المرفأ من 25-30 إلى 15-20 سفينة (وذلك بالنّسبة للسفن التي تتراوح حمولتها من 18 إلى 35 ألف طن).
في 7 من كانون الثاني سنة 2012 رست حاملة الطائرات الروسية «أدميرال كوزنيتسوف» مع مدمرة وفرقاطة في ميناء طرطوس، وأثارَ ذلك ضجَّة إعلامية نظراً إلى تزامنه مع الانتفاضة الشعبية التي تعيشها البلاد، غير أن روسيا صرَّحت بأن لا نوايا لها بإرهاب الشعب السوري، وأن الهدف من الزيارة هو تعزيز العلاقات مع سوريا «قيادة وشعباً». وتكرَّر الأمر في 18 من شباط عندما عبرت السفينتان الإيرانيتان سفينة الإمداد «خارك» والمدمرة «شهيد قندي» قناة السويس ورستا في ميناء طرطوس، ثم عبرتا قناة السويس من جديد عائدتين إلى البحر الأحمر فإيران في 21 من شباط، أي بعد ثلاثة أيام من وصولهما، وذلك على الرُّغم من نفي البنتاغون وُجود إشارات على رسوّها في أي ميناء سوري. وعلى الرغم من أن الغرض من هذه الرحلة لم يَكن واضحاً تماماً إلا أن التلفزيون الإيرانيَّ الرسمي أفاد بأن الهدف منها كان «تدريب» قوات البحرية العربية السورية، وأن طاقمي السفينتين ذهبا ليُقدِّما تدريباً للبحرية السورية وفقَ اتفاقية تعاون عسكريّ مسبقة كان قد وقَّعها البلدان في السنة الماضية. كما جاءَ وصول هذه السفن بالتزامن مع عودة السفن الروسية من ميناء طرطوس. وبتاريخ 12 يونيو 2019 أقر برلمان الجمهورية العربية السورية مشروع قانون منح دولة روسيا ممثلة في شركة «أس. تي. جي.إينجينيرينغ» حق إدارة مرفأ طرطوس البحري الاستراتيجي لمدة 49 عامًا.

## القدرة والإنتاج

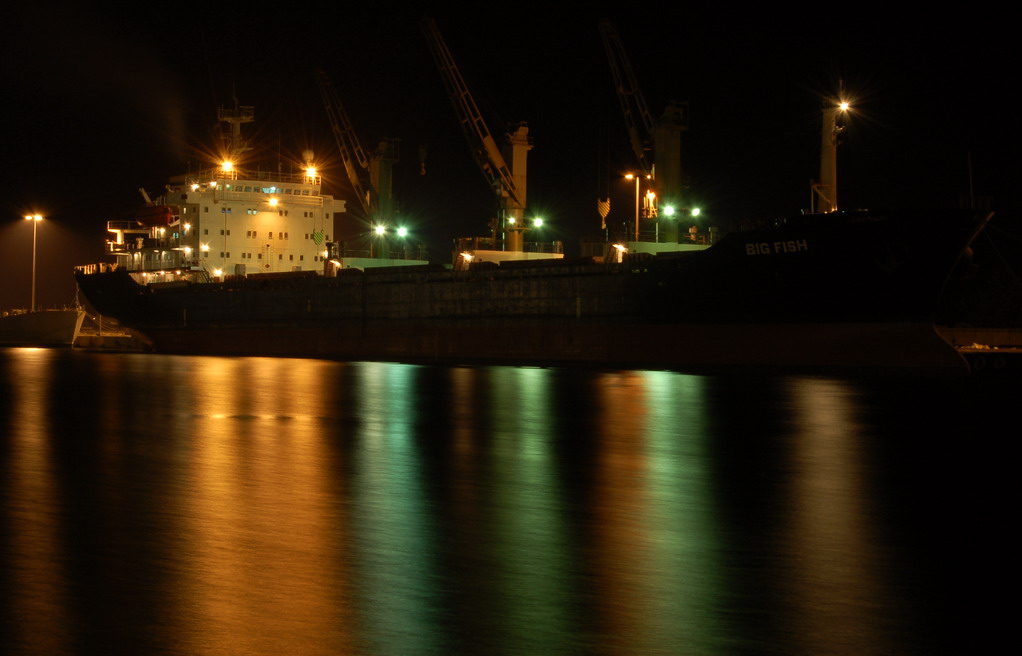
مرفأ طرطوس ليلاً.

تبلغ مساحة مرفأ طرطوس الإجمالية 3 ملايين متر مربع، منها 1.2 مليون متر مساحة مائية للمغاطس والمراسي وغيرها، و1.8 مليون متر مساحة يابسة للأرصفة والساحات والمستودعات وغيرها من منشآت المرفأ. للمرفأ 22 رصيفاً موزَّعة على ثلاثة ألسنة بمغاطس يتراوح عمقها من 4 أمتار إلى 13 متراً، ويبلغ طولها الكلي 5,130 متراً، إلا أنّ 520م منها محجوزة لصومعة الفوفسات، وفي 1,060م منها لا يتجاوز عمق المغطس 4 أمتار، لذلك فإنّ طول الأرصفة القادرة على خدمة البواخر التجارية بحالة البضائع غير الفوسفات لا يتجاوز 3,550 متراً، فيما يبلغ متوسّط طول السفن الراسية 150 متراً، وقد اقتطع منها 540م في سنة 2007 لمحطة الحاويات، فتبقّى نحو 3,000م (17 رصيفاً) فحسب مخصَّصة للسفن التي لا تحمل فوسفات ولا حاويات. يبلغ عرض قناة دخول المرفأ 200 متر وعمقها 14.5 أمتار، ويبلغ معدل تحميل وتفريغ البضائع 40,000 طن في اليوم بعمل على مدار الساعة. كما يبلغ طول مكسر الميناء الرئيسي 2,650م، والثانوي 1,620م. وهناك 15 مستودعاً بمساحة إجمالية تبلغ 92,4,13 متر مربع، وتبلغ الطاقة التخزينية لصوامع الحبوب 85,000 طن وصوامع الفوسفات 88,000 طن. ويستوعب المرفأ بالكلية 16 مليون طن سنوياً من البضائع (مع أنه يعمل فعلياً بطاقةٍ أكبر منها)، وأما الطاقة الاستيعابية القصوى للسُّفن فنحو 25 سفينة بغاطس أقصاه 12.2 متر وطول أقصاه 240 متراً، تحمِّل بضائعها 77 رافعة و146 ناقلةً شوكيَّة و104 قواطر وشاحنات و7 قواطر بحرية وزورقان بحريَّان. تبلغ مساحة محطة حاويات المرفأ 252,000 متر مربع، وطول رصيفها 545 متراً، وتشمل 6 روافع و7 حواضن 16 ناقلة شوكية بقدرات 15 إلى 32 طن. وتبلغ طاقة المحطة القصوى نحو 500 إلى 600 ألف حاوية.

## الإيرادات
بلغت إحصاءات مرفأ طرطوس في سنة 2010 إجمالاً 2,368 سفينةً دخلت المرفأ، و10,406,423 طن من البضائع استوردت إليه، و2,643,264 طن صُدِّرت منه. أي بإجمالي 13,049,697 طن، تشمل 9,139,875 بضائع عامة، و1,584,105 نقل، و2,169,856 فوسفات، و155,870 حبوب. وأما حاويات الشحن المعزولة فقد وصل عددها حتى 60,937 حاويةً وزنها مجتمعةً 116,033 طن.
بلغت إيرادات مرفأ طرطوس الإجمالية لسنة 2011 بحسب عماد عبد الحي (معاون وزير النقل لشؤون النقل البحري) نحو 3.2 مليار ليرة سورية. وأما الإنتاج فبلغ 11.5 مليون دولار، والحاويات 60,000 حاوية.

## المرافق والأقسام

مخطط مرافق وأقسام ميناء طرطوس: 1أ، 1ب، 1ج صهاريج مياه، 2 حوض جاف، 3 ساحة مواقف السيارات، 4 ساحة تخزين، 5 جسر عائم يعمل كرصيف، 6 جسر إسمنتي كرصيف، 7 جسر إسمنتي كرصيف، 8 ألسنة الميناء، 9 خط السكة الحديدية لنقل البضائع، 10 المكسر الرئيسي للميناء لصدّ أمواج البحر.

يقدِّم مرفأ طرطوس خدماتٍ عدَّة، من أهمِّها خدمة السفن (استقبالها وتفريغها وتقديم خدمات المياه العذبة والإطفاء والإنقاذ عند اللزوم)، وخدمة المرور (السَّماح بتوقّف البضائع في المرفأ ومرورها منه، مع تقديم التسهيلات الإدارية اللازمة وتخفيض البدلات المالية عن المرافئ الأخرى المجاورة)، وخدمة الأمن (تأمين وحماية البضائع والمرافق عبر جهاز الضابطة المرفئية)، وخدمة الإرشاد (عمل دائرة الإرشاد البحري على مساعدة السفن بالدخول باستخدام زوارق حديثة). أنشئت في مرفأ طرطوس شبكة سكك حديد هدفها تأمين نقل البضائع بين أنحائه المختلفة، وتصديرها إلى جميع المحافظات السورية وإلى الدول المجاورة الأخرى. يعمل المرفأ بنظام ثلاث ورديات بطول 8 ساعات للوردية الواحدة.

### الألسنة والأرصفة
يتألَّف الميناء بمجمله من 22 رصيفاً يبلغ طولهم مجتمعين 6,400 متر وبأعماق مغاطس تتراوح من 4 أمتارٍ إلى 13 متراً، منها واحد مخصص لصوامع الفوسفات وثانٍ للكبريت. تتوزَّع هذه الأرصفة على ثلاث ألسنة رئيسية:
- اللسان أ: مزوَّد بشبكة من السكك الحديدية و6 مستودعات تخزينية وروافع كهربائية للتفريغ والتحميل، وتقع فيه صوامع الحبوب والساحة البيتونية المخصصة لتخزين البضائع، وله ثلاثة أرصفة: جنوبي بطول 800 متر وعمق 4 إلى 10 أمتار، وغربي بطول 160 متراً وعمق 10 أمتار، وشمالي بطول 770 متراً وعمق 4 أمتارٍ إلى 12 متراً.
- اللسان ب: مزوَّد بروافع كهربائية للتفريغ والتحميل بجنوبه وموقف لبواخر الرورو بشرقه بعمق 9 أمتار، وتقع فيه ساحة تخزين الحاويات البيتونية، كما يخطط لتزويده مستقبلاً بالروافع الجسرية والكانتري لتصل طاقته إلى 975,000 طن في السنة. وله رصيفان: جنوبي بطول 890 متراً وعمق 4 أمتارٍ إلى 12 متراً، وشمالي بطول 540 متراً وعمق 12 إلى 13 متراً.
- اللسان ج: مزوَّد بسكك حديدية لنقل البضائع وموقف لبواخر الرورو يمكنه استيعاب بواخر بحمولة حتى 60,000 طن. وله رصيف جنوبي بطول 660 متراً وعمق 12 إلى 13 متراً.

### الساحات والمنشآت
تبلغ مساحة ساحات مرفأ طرطوس مجتمعةً 790,000 متر مربع، تتألف من ساحاتين: الأولى زفتية بمساحة 496,000 م2 للبضائع، والأخرى بيتونية بمساحة 294,000 م2، وهي تشمل بدورها ساحتين فرعيتين: واحدةٌ زفتية مسورة للسيارات قرب الرصيف 9 تتَّسع لما يصل إلى 2,000 سيارة، وثانيةٌ للحاويات مساحتها 152,000 م2 تبلغ طاقتها الاستيعابية 576 حاوية مبرَّدة.
تبلغ مساحة مستودعات تخزين مرفأ طرطوس الطابقية الإجمالية 92,483 متراً مربعاً، وأما طاقتها الاستيعابية فتصل حتى 524,507 متر مكعب. وتتالَّف هذه المستودعات من: مستودع المصندقات (بمساحة 15,000 م2، مخصص للبضائع العامة، وهو قريبٌ من ساحة الحاويات لتسهيل نقل البضائع منه وإليه)، ومستودع التبريد (بمساحة 1,500 م2 وطاقة 1,000 طن، مخصص لتخزين الخضار والفواكه وغيرها من الموادّ الغذائية)، ومحجر زراعي (يشمل محطة للتعقيم)، ومستودع المواد المتفجرة (مخصص لتخزين المواد الخطرة، وهو مبني في منطقة معزولة وحوله تلة ترابية لتجنّب المخاطر على رواد المرفأ).
وإلى جانب مستودعات التخزين، يشمل المرفأ صوامع حبوب تبلغ طاقتها الاستيعابية 100,000 طن، ويبلغ عمق رصيفها 12 متراً، أي أنه قادر على استيعاب بواخر بحمولة تصل إلى 50,000 طن. وتقوم عربتان بطاقة 400 طن في الساعة بتفريغ حمولة الحبوب وتحميلها إلى البواخر الراسية على رصيف الصومعة، فيما تنقل البضاعة من الصوامع الداخلية إلى الصوامع الرئيسية عبر شبكة من السيارات وسكك الحديد تعمل بطاقة 400 طن في الساعة. وأخيراً توجد 22 خلية من صوامع الفوسفات القادرة على استيعاب ما يصل إلى 88,000 طن، لها رصيف يمتد في حوض المرفأ بطول 270 متراً عمق 11 متراً، ويمكنه استيعاب سفينتين بحمولة 25,000 طن في الآن ذاته.

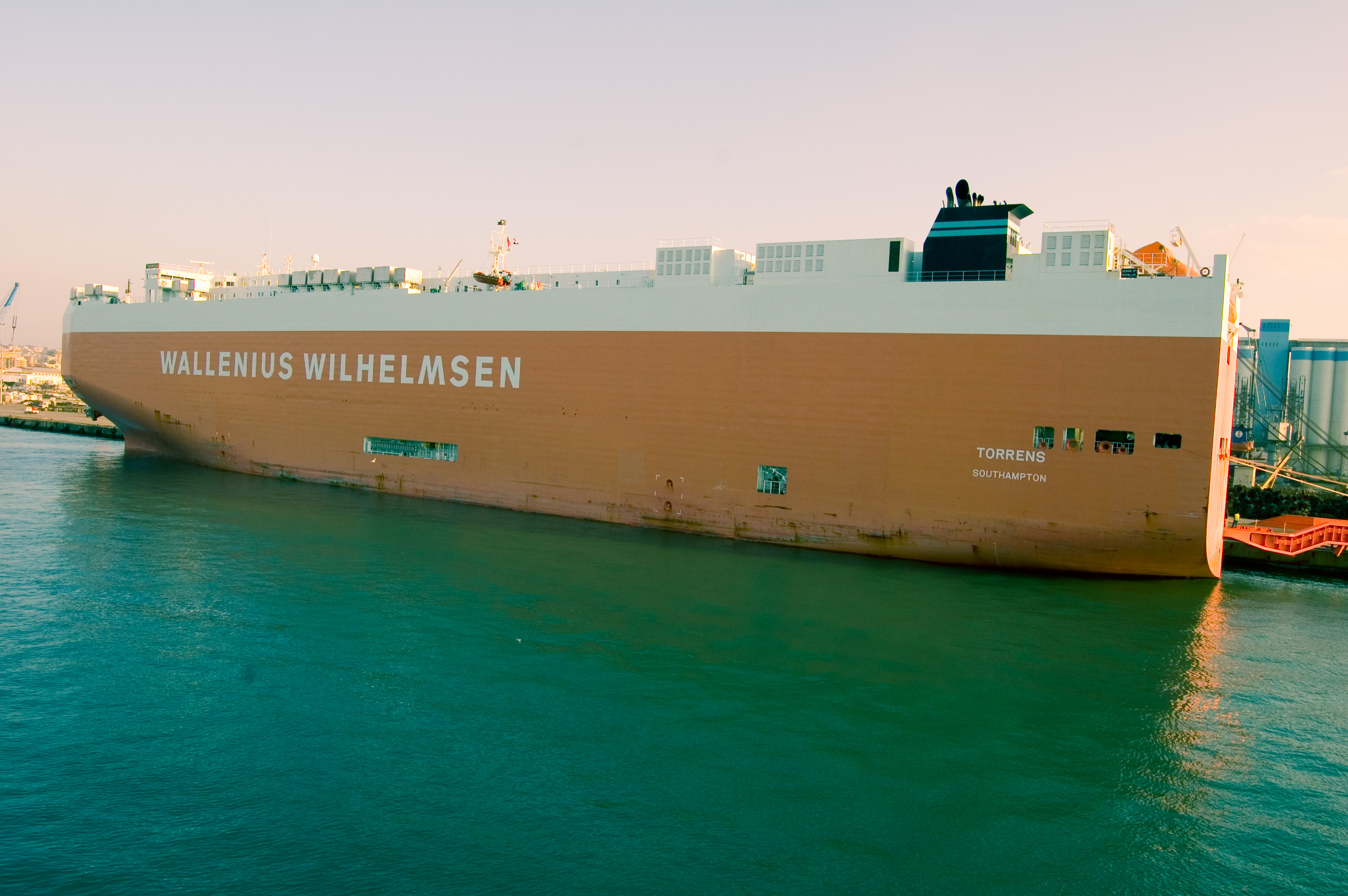
سفينة تورنز لشحن السيارات راسية في المرفأ.

### المخبر
صدر قرار من مجلس الوزراء السوري في سنة 2003 يقضي بفتح مخبرٍ مركزيٍّ في مرفأ طرطوس، وكُلِّفت بتجهيزه - مع مخبر مماثلٍ في مرفأ اللاذقية - شركة مرفأ اللاذقية. إلا أنّ العمل على المخبر تأخَّر لسنواتٍ طويلة، ولم يكتمل ويُباشر أعماله إلا في سنة 2012 عندما اعتُمِدَ في قرار وزير الاقتصاد والتجارة رقم 740/16 وقرار مجلس الوزراء رقم 9921 بتاريخ الخامس عشر من آب.

### التوسعات
تتمُّ توسعة مرفأ طرطوس وتطويره باستمرار. إلا أنَّ وجود القاعدة العسكرية البحرية الروسية شماله جعل توسعته بذلك الاتِّجاه غير ممكنة، فيما أنّ منشآتٍ تابعةً للمرفأ تجعل التوسُّع جنوباً أمراً صعباً، ويُمثِّل هذا مشكلةً كبيرةً لمرفأ طرطوس، حيث أصبح يُضطَّر للاعتماد على التوسِّع حصراً باتجاه الغرب، ببناء توسعاتٍ فوق مياه البحر. يواجه الميناء مشكلة تزايد الضّغط عليه، حيث تبلغ طاقته التصميمية القصوى 12 مليون طن سنوياً، والاستيعابية 16 مليون طن، فيما يُتوقَّع أن يصل حجم البضائع الفعلية المحمَّلة به نحو 25 مليون طن بحلول سنة 2020.
من أبرز مشاريع التّوسعات لسنة 2011 إقامة رصيفين جديدين للمرفأ، الأول بطول 266 متراً وعمق غاطسه 11 متراً وعرض ساحته الخلفية 160 متراً، وأما الثاني فهو مكمِّلٌ له بطول 470 متراً وعمق غاطسه 13 متراً. وسيزيد بناء الرصيفين من طاقة حركة البضائع العامة وبضائع الدكمة، وسيسهّل حركة النقل إلى إيران والعراق والخليج العربي. كما تشمل المشاريع توسيع اللسان أ برصيفين جديدين طول كلٍّ منهما 270 متراً وغاطسهما 14.5 متراً، بالإضافة إلى بناء صومعةٍ للحبوب على نفس اللسان بسعة 100 ألف متر مكعب. كما تشمل المشروعات بناء مسكر ثانوي جديد بطول 1,600 متر وتوسيع الرئيسي القديم بقدر 1,800 متر. وإنشاء محطة حاويات جديدة تبلغ طاقتها الاستيعابية نحو مليون حاوية سنوياً.

## موانئ طرطوس المدنية

### ميناء الطاحونة

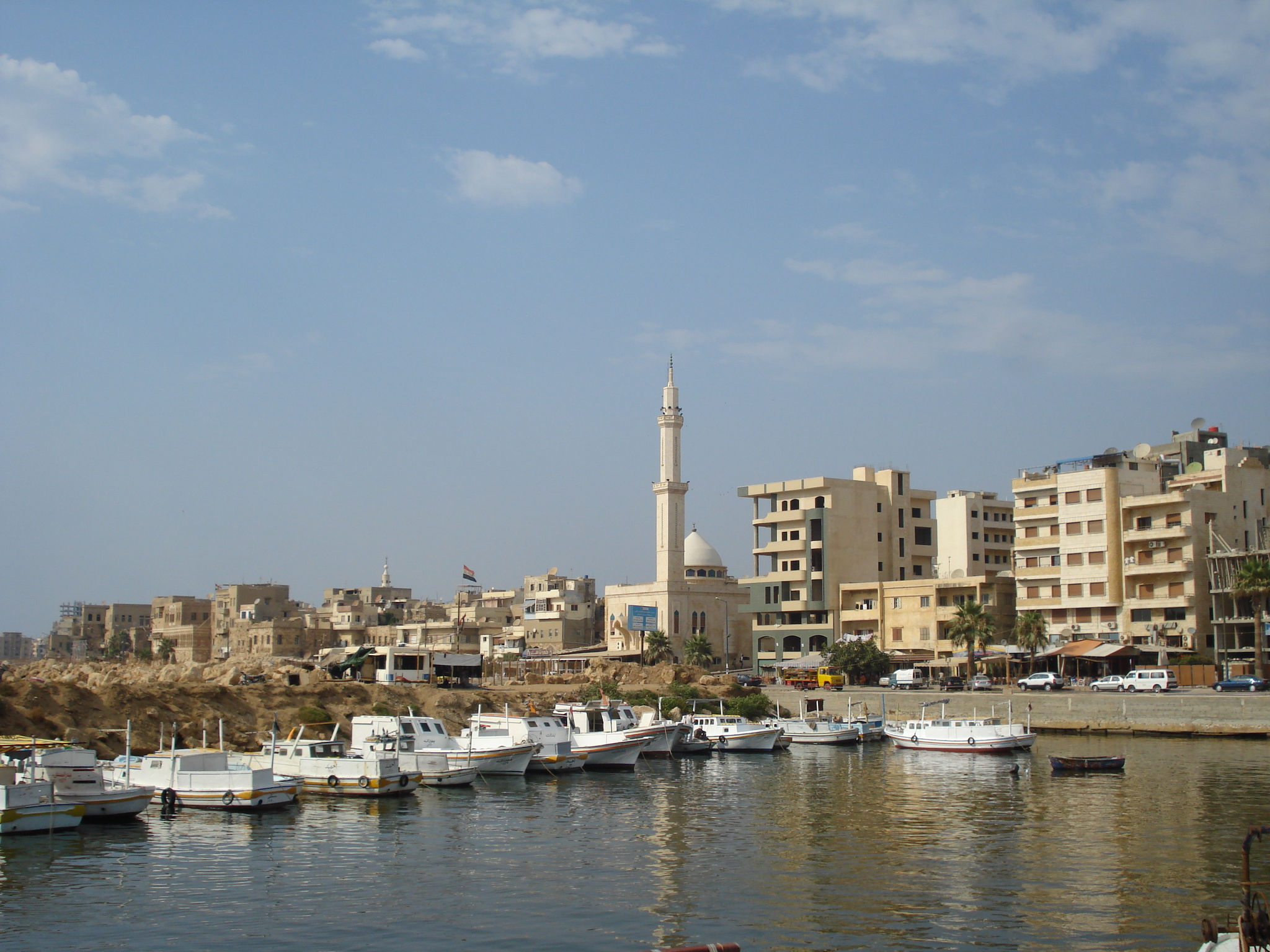
شارع الكورنيش في مدينة طرطوس.

يقع في طرطوس ميناء آخر (غير الميناء التجاري) مُخصَّصٌ للصيد والنزهة، ويُسمَّى ميناء طرطوس للصيد والنزهة أو ميناء الطاحونة. يقع الميناء مباشرةً شرق جزيرة أرواد، وهو الصلة الوحيدة بين مدينة طرطوس وميناء أرواد، لذا فإنَّ له دوراً أساسياً في نقل الزوار والسياح بين طرطوس والجزيرة، وحتى لنقل البضائع والأغراض التجارية. أنشأ الميناء في الستينيات بسعة 10 زوارق ركاب و30 زورق صيد ونزهة، وأطلق عليه اسم ميناء الطاحونة نسبةً إلى طاحونة أقيمت بقربه، ويبلغ طول أرصفته الآن 500 متر، إلا أنّ 250 متراً منها مؤجر، وهو يؤوي مع ذلك نحو 190 زورقاً، وله مكسر رئيسي بطول 615 متراً وثانوي بطول 100 متر. وقد أقيم به في أواخر التسيعينات لسان ركاب جديد طوله 125 متراً، ويبلغ عمق غاطسه قرابة المترين. والميناء في حالةٍ سيئة ويمتلأ مرساه بالرمال والطمي وأغلبه مردومٌ بالفعل، مما يتسبَّب ببعض حوادث الغرق بسبب قلّة عمقه البالغ متراً واحداً فقط، حيث يوجد فيه موقفٌ واحدٌ فقط لا يخرج منه إلا 10 زوارق إلى 15 زورقاً، ولذلك يطالب البعض بإنشاء ميناءٍ جديدٍ بديلٍ عنه بحالة أفضل.

### ميناء المصب النفطي
إلى جانب ميناء طرطوس التجاري الرئيسي، يقع بالمدينة ما يعرف بـميناء المصب النفطي. وظيفة هذا الميناء هي تصدير المتجات النفطية السورية إلى دول الخارج عبر البحر، حيث تتَّصل به واحدةٌ من منظومتي الأنابيب الرئيسيَّتين اللتين تُشغّلهما الشركة السورية لنقل النفط، واحدةٌ من هاتين المنظومتين هي خط أنابيب كركوك-بانياس المسئول عن نقل النفط الخفيف، فيما أنَّ الثانية تنقل النفط الثقيل، وهي تبدأ من محطة تل عدس وتنتهي بمصب طرطوس الذي تضخُّ إليه النفط تحت مراقبة فرع حمص للنفط الثقيل.

## الاستعمال العسكري

### البحرية السورية
يُعد مرفأ طرطوس القاعدة العسكرية الرئيسية للقوات البحرية العربية السورية منذ عقود، وترسو فيه كلا فرقاطتي البحرية وسفنها البرمائية الثلاث وجميع كاسحات ألغامها، كما ترسو به أيضاً بعض زوارق الصواريخ وسفن النقل التابعة للبحرية.

### القاعدة الروسية
وقَّعت سوريا اتفاقية مع الاتحاد السوفيتي في سنة 1971 خلال أيام الحرب الباردة لبناء قاعدة عسكرية بحرية سوفيتية في مدينة طرطوس الساحلية شمال سوريا، وذلك بغرض دعم الأسطول السوفيتي في البحر الأبيض المتوسط وتوفير مركز له. لكن هذه القاعدة هُجِرت على إثر انهيار الاتحاد السوفيتي في سنة 1991 وتركتها قوات الأسطول الروسي.
ظلَّ في ميناء طرطوس السوريّ منذ ذلك الوقت مركز دعم لوجستي وتموين للسفن تابع للبحرية الروسية، ويَخدم في هذا المركز 50 عسكرياً روسياً موضوعين تحت حماية الجيش السوري، وهو حالياً موطئ قدم روسيا العسكري البحري الوحيد في البحر المتوسط. وكان جنرالات الأسطولين السوري والروسي قد ناقشوا في أواسط سنة 2011 سُبل التعاون بين بحريَّتي البلدين، خصوصاً فيما يَخص تطوير البنى التحتية بميناء طرطوس. لا زال يُطلَق على هذا المركز أحياناً اسم «القاعدة العسكرية البحرية الروسية في طرطوس»، غير أن المسؤولين الروس يَنفون مثل هذا الأمر، ويَقولون أنه ليس سوى مركز للصيانة وتزويد الأسطول الروسي بالمؤن، ولا توجد فيه سوى باخرة واحدة تتبع أسطول البحر الأسود («باخرة إيمان»)، وطاقم بحارة هذه البخارة يَتألف من المدنيين، وتتمثل وظيفتها في تزويد السفن الأخرى بالمياه والوقود والمؤن الغذائية وغير ذلك من اللوازم.
لكن على الرُّغم من ذلك فقد أخذت العلاقات السورية الروسية بالتعزز منذ عام 2006، وأصبحت روسيا مورِّدَ السلاح الأساسي لسوريا، وأخيراً وافقَ الرئيس السوري بشار الأسد في سنة 2008 على اتفاقية لبناء قاعدة عسكرية بحرية روسية دائمة مجدداً في طرطوس، لتكون مركزاً جديداً لروسيا في البحر المتوسط. وقد كشفَ مسؤولون في البحرية الروسية في شهر شباط سنة 2012 عن وجود نوايا روسية بإعادة بناء ميناء طرطوس وتطويره ليَتمكن من إيواء سفن حربية ضخمة، إذ ستكون لمثل هذه القاعدة البحرية أهمية كبيرة لروسيا إذا أرادت تعزيز تواجدها في شرقي البحر الأبيض المتوسط. وقد قال جنرالات روس أنه يُمكن أن تكون القاعدة مركزاً للطرَّادات ذات الصواريخ الموجَّهة مستقبلاً أو حتى لحاملات الطائرات، وأفادوا بأنَّ المرحلة الأولى من بناء القاعدة ستكتمل في عام 2012 نفسه. من المُعتاد عموماً أن يَبقى أسطول روسيٌّ يَتألف من 50 سفينة في البحر المتوسط في الظروف العادية، ولا تُوجد أي قاعدة عسكرية يُمكن أن يلجأ لها هذا الأسطول في المنطقة عدى ميناء طرطوس. في ديسمبر 2017، عُرض على مجلس الدوما مشروع اتفاق بين سوريا وروسيا يخص توسيع القاعدة البحرية الروسية.

## المديرون
من المديرين العامّين لمرفأ طرطوس مع سنوات إدارتهم له:
- 2003 - 17 آب 2011: زكي نجيب.[38][39]
- المهندس مهند علي إسماعيل 2020-12-02 - حتى الآن.[40]